# Retablo de la avaricia, la lujuria y la muerte
Retablo de la avaricia, la lujuria y la muerte és el títol amb què es va publicar en 1927 (Madrid, Rivadeneyra) un conjunt de cinc peces dramàtiques escrites per Valle Inclán «Ligazón», «La rosa de papel», «El embrujado», «La cabeza del Bautista» i «Sacrilegio». El volum era l'IV de les obres completes (Opera omnia) editades pel mateix autor.

## Cronologia
Valle-Inclán havia acabat d'escriure El embrujado al novembre de 1912 i des del 25 d'aquest mes fins al 19 de gener de 1913 es va publicar com a fulletó a El Mundo, en edició solta va aparèixer el 1913 (Madrid, Perlado, Páez y Compañía) i la seva estrena no arribaria fins a 1931. En el moment de la seva publicació Enrique Díez Canedo va dir d'ella que era «un drama ombrívol, desenvolupat entre forcejaments de cobdícia i impulsos d'amor». A més afegia «el llibre conté un vigor i energia que només el teatre pot declarar» que incidia així en el caràcter dramàtic de l'obra, malgrat les acotacions amb caràcter narratiu i líric que sol adduir-se com a exemple de la dificultosa representació de les obres teatrals de Valle. En tot cas, ha estat freqüent la inclusió de les acotacions en moltes representacions amb intenció d'aprofitar la riquesa poètica que contenen. En 1927 El embrujado va tornar a editar-se al Retablo... aquesta vegada acompanyat de les altres cinc peces curtes. Apareixien a més sota un nou títol, l'actual, que donava unitat al volum.

Ligazón va ser estrenada al teatre de cambra El Mirlo Blanco que Rivas Cherif i els Baroja gestionaven per a un grup d'afeccionats triats. Allí es va representar el 8 de maig de 1926 l'«auto para siluetas» (com el va subtitular Valle-Inclán) Ligazón, com a experiment teatral.
Quan a La rosa de papel i La cabeza del Bautista, havien estat editades en el vint-i-unè tom de la col·lecció La Novela Semanal (22 de març de 1924) amb el subtítol de «novelas macabras», que en integrar-se al Retablo Valle va canviar a «melodramas para marionetas». La segona d'aquestes obres havia estat estrenada el 17 d'octubre de 1924 per la companyia Enrique López de Alarcón al Teatre Centro de Madrid i al març de 1925 al Teatre Goya de Barcelona a càrrec de la companyia de Mimí Aguglia, muntatge que també es va exhibir a Madrid al Teatro La Latina des del 14 de maig de 1926.
Finalment, Sacrilegio va ser publicat també per lliuraments a El Heraldo de Madrid els dies 6-10 de setembre de 1927 abans de la publicació del Retablo, anunciant-se com a «novel·la absolutament inèdita».

## Sobre el títol
La idea de retaule dotava al volum d'unitat, de conjunt compost per peces independents però estretament relacionades fins al punt de ser necessàries les unes i les altres per a la correcta intel·lecció del tot. Igualment és ressenyable el caràcter antitètic del títol que conjuga el concepte plenament religiós de retaule amb l'esment de dos pecats capitals i la referència a la mort.

## Temàtica
Les claus temàtiques d'aquestes obres, que doten d'unitat al conjunt, estan expressades amb precisió pel títol. Es tracta de tragèdies de caràcter simbolista (esquemàtiques, plenes de suggeriments) protagonitzades no per herois sinó per personatges quotidians, marginats fins i tot, on les passions capitals de l'avarícia i luxúria arrosseguen als desgraciats personatges a la mort, sobre un fons sacríleg, satànic o melodramàtic (en el sentit de macabre), segons els casos. En síntesi es podrien enquadrar totes les obres que componen aquest retaule (conjunt de quadres però també teatre de titelles) en el gènere definit per Maurice Maeterlinck com a tragèdia quotidiana, on les accions humanes sucumbeixen davant poderoses forces, caracteritzades per la tradició cristiana com a pecats.
Un dels motius de totes les obres que componen el retaule és, d'una banda, l'amor, i per un altre la bruixeria i la màgia. Aquesta màgia es mostra pròxima al món mític gallec (pazo, meiga, etc.) i recull elements lèxics que procedeixen d'aquest mateix món. Així els impulsos dels personatges es veuen guiats tant pels seus sentiments com per l'acció de forces ocultes. Això encaixat en un ambient plagat de superstició que justifica en bona part el meravellós.

## Representacions
A més de les seves diferents representacions individuals, quatre de les cinc obres (totes excepte El embrujado) es van representar plegades el 1995, sota la direcció de José Luis Gómez, i amb un repartiment format per Carmen Machi, Alberto Jiménez, Beatriz Argüello, Pedro Casablanc, Rafael Salama, Pepe Viyuela, Ernesto Arias, Lola Dueñas, Carmen Losa, Ester Bellver, Jorge Padín, Francisco Rivero, Felipe Vélez, Montse Merino i Joaquim Candeias.
Entre 2004 i 2006 la directora Irina Kouberskaya va dirigir les peces que componen el Retablo de la avaricia, la lujuria y la muerte pel teatre Tribueñe, que va obtenir el premi a la Millor Direcció per Ligazón de Valle-Inclán al trentè Festival de Teatre Ciutat de Palència. El 26 de novembre de 2006 aquesta companyia va representar, al llarg de sis hores i mitja, la totalitat de les obres del Retablo. El 24 de març de 2017, en ocasió del l'Incentenari de Valle Inclán, aquesta mateixa companyia va representar novament la totalitat del retaule, al Teatro Fernando de Rojas del Círculo de Bellas Artes, inclòs un homenatge flamenc a Sacrilegio.

## Edicions
- Ramón María del Valle-Inclán, Retablo de la avaricia, la lujuria y la muerte, Madrid, Imprenta Rivadeneyra, 1927. Opera Omnia, IV. Contiene: «Ligazón». «La rosa de papel». «El embrujado». «La cabeza del Bautista». «Sacrilegio». Colofón: 10-10-1927.

- Ricardo Doménech (ed. lit.), Retablo de la avaricia, la lujuria y la muerte, Madrid, Espasa Calpe (Austral, 170), 1990. ISBN 978-84-239-1970-3

- Jesús Rubio Jiménez (ed. lit.), Retablo de la avaricia, la lujuria y la muerte, Madrid, Espasa Calpe (Clásicos castellanos nueva serie, 37), 1996. ISBN 978-84-239-3877-3